# Wilfredo Gómez
Wilfredo Gómez est un boxeur portoricain né le 29 octobre 1956 à Las Monjas.

## Carrière
Il devient champion du monde des poids super-coqs WBC le 21 mai 1977 après avoir battu par KO au 12e round le sud-coréen Dong-Kyun Yum.
Gómez défend sa ceinture à dix-sept reprises avant de boxer dans la catégorie supérieure en 1983. C'est ainsi que le 31 mars 1984, il remporte le titre WBC des poids plumes en détrônant Juan La Porte.
Battu à son tour par Azumah Nelson le 8 décembre 1984, il change à nouveau de catégorie et parvient à s'emparer d'une 3e ceinture mondiale, celle des poids super-plumes WBA, le 19 mai 1985 aux dépens de Rocky Lockridge.
Gómez perd cette ceinture lors de son combat suivant face à Alfredo Layne (arrêt de l'arbitre à la 9e reprise le 24 mai 1986) puis prend sa retraite après 2 derniers combats en 1988 et 1989.

## Distinction
- Wilfredo Gómez est membre de l'International Boxing Hall of Fame depuis 1995.